# فيديريكو هيدالغو
فيديريكو هيدالغو هو مخرج كندي، ولد في 1972.

## وصلات خارجية
- فيديريكو هيدالغو على موقع IMDb (الإنجليزية)
- فيديريكو هيدالغو على موقع ألو سيني (الفرنسية)
- فيديريكو هيدالغو على موقع أول موفي (الإنجليزية)
- فيديريكو هيدالغو على موقع قاعدة بيانات الفيلم (الإنجليزية)
- فيديريكو هيدالغو على موقع كينوبويسك (الروسية)